# كينغزسليز أدفانتشر
كينغزسليز أدفانتشر (بالإنجليزية: Kingsley's Adventure)‏ ، هي لعبة فيديو إلكترونية من نوع أكشن مغامرات ومنصات، وتصويب منظور الشخص الثالث، صدرت في السوق شهر أكتوبر سنة 1999م، وهي مستوحاة من لعبة ذا ليجند أوف زيلدا ثلاثية الأبعاد، نشرها ستوديو ليفربول البريطانية التابعة لشركة سوني كمبيوتر إنترتنمنت أوروبا ، وصدرت حصرياً لنظام بلاي ستيشن.